# Il nuotatore
Il nuotatore è il primo album raccolta del compositore e pianista Giovanni Allevi, pubblicata per l'etichetta discografica Soleluna il 28 novembre 2008.

## Tracce

### CD1
1. Il nuotatore
2. Luna
3. Room 108
4. Cassetto
5. Japan
6. Carta e penna
7. Affinità elettive
8. Incontro
9. Facoltà di filosofia
10. Filo di perle
11. Apollo 13
12. Theme from Guantanamera (dal film Venceremos)
13. Juan Johann

### CD2 out takes
1. Carta e penna (alternative version)
2. Anelli (alternative version)
3. Juan Johann (prima stesura)
4. Lei sa (medley: Monolocale 7.30 A.M./Le sole notizie che ho)
5. Sipario (1° brano dei 3 brani ripassivi)
6. Monolocale 7.30 A.M. (1ª parte)
7. Monolocale 7.30 A.M. (2ª parte)
8. Chiacchierata in studio